# 城南街道 (会理市)
城南街道，原为果元乡，是中华人民共和国四川省凉山彝族自治州会理市下辖的一个乡镇级行政单位。

## 行政区划
城南街道下辖以下地区：
左樟村、爱国村、东坝村、积水村、果元村、九榜村、五官村、星星村、热水村、石庄村、金梅村、羊牧村、东升村和南郊村。